# Jula presenta
Jula presenta è un album di Jula de Palma pubblicato nel 1974.

## Tracce
1. Gli occhi tuoi mi stancano
2. I Won't Dance
3. Oh Alfredo
4. Gente
5. That Old Black Magic
6. Fantasia anni 50: Souvenir D'Italie, Mon Pays, Tua, Quando una ragazza a New Orleans
7. Primula Kelly Machree
8. Bugiardo incosciente
9. St. Louis Blues
10. Desafinado
11. Eccezionalmente sì
12. Mister Paganini

## Formazione
- Jula De Palma – voce
- Mario Scotti – basso
- Antonello Vannucchi – organo Hammond, pianoforte
- Angelo Baroncini – chitarra
- Sergio Conti – batteria
- Dino Piana – trombone
- Livio Cerveglieri – sassofono tenore, clarinetto